# Co nowego u Scooby’ego?
Co nowego u Scooby’ego? (ang. What’s New Scooby Doo?) – dziewiąty serial z serii Scooby Doo, produkowany przez Warner Bros. Animation w latach 2002–2005. Był oryginalnie emitowany w bloku Kids’ WB na The WB oraz Cartoon Network. W Polsce emisją zajęły się stacje Cartoon Network, TVN, TV4, Polsat, TV Puls i Boomerang.

## Produkcja
Gdy w 1991 zakończono produkcję serialu animowanego Szczeniak zwany Scooby Doo, w 1994 nakręcono film animowany Scooby Doo i baśnie z tysiąca i jednej nocy. Przez dłuższy czas Hanna-Barbera nie produkowało Scooby’ego. W końcu w 1998 studio wpadło na pomysł koprodukcji z Warner Bros. Animation. Stworzono cztery filmy: Scooby Doo na Wyspie Zombie (1998), Scooby Doo i duch czarownicy (1999), Scooby Doo i najeźdźcy z kosmosu (2000) oraz Scooby Doo i cyberpościg (2001). W 2001 jednak rozwiązano Hanna-Barbera ze względu na śmierć Williama Hanna. Warner Bros przejął całkowitą odpowiedzialność za Scooby’ego i postanowił wyprodukować ten właśnie serial.
Ze względu na śmierć Dona Messicka rolę Scooby’ego przejął Frank Welker, który oprócz tego stale dubbingował Freda. W rolę Kudłatego znów wcielił się Casey Kasem, w Velmę nowa aktorka – Mindy Cohn, a w Daphne – Grey DeLisle.
Co nowego u Scooby’ego? powtarza styl stosowany w pierwszym serialu o Scoobym, Scooby Doo, gdzie jesteś?. Bohaterowie krążą po świecie swoją Tajemniczą Maszyną i demaskują potwory, które zwykle są w rzeczywistości przebranym człowiekiem. Oprócz tego pojawiły się inne cechy. W kilku pierwszych odcinkach słychać sztuczny śmiech. Ogólnie serial ma w sobie więcej komedii niż poprzednicy. Bohaterowie robią się bardziej komediowi i nieinteligentni. Powraca jednak typowa formuła „Wszystko by mi się udało gdyby nie wy, wścibskie dzieciaki”. Dwa razy pojawiają się prawdziwe potwory (odc. 15 i 41), co dla poprzednich serii było nietypowe. Pojawia się więcej efektów specjalnych i wątków nowoczesnych (wydaje się to dziwne, gdyż odcinki produkowane ok. 40 lat wcześniej i obecne mają miejsce w tym samym czasie).
W serialu czasami gości zespół Simple Plan. Śpiewa on w oryginalne piosenkę z czołówki. Dwa razy w odcinkach pojawiają się ich piosenki: „I’d Do Anything” w odcinku It’s Mean, It’s Green, It’s The Mystery Machine oraz „Worst Day Ever” w odcinku Simple Plan And The Invisible Madman. W tym samym odcinku zespół gościnnie występuje, w wersji animowanej. Poza tym piosenki grupy można usłyszeć w filmie Scooby-Doo 2: Potwory na gigancie. Oprócz tego w serialu goszczą inne zespoły: The Hex Girls w The Vampire Strikes Back (znany też z filmów Scooby Doo i duch czarownicy i Scooby Doo i legenda wampira), KISS w A Scooby-Doo Halloween oraz Smash Mouth w Reef Grief!.
Piątka głównych detektywów odwiedza znane miejsca, czego nie robiła raczej w poprzednich seriach. W odcinku Partyjka z upiornym klaunem pojawia się krótkie nawiązanie do serialu Szczeniak zwany Scooby Doo, w New Mexico, Old Monster do Strusia Pędziwiatra, a w A Scooby-Doo Valentine Daphne wspomina o Sarah Michelle Gellar (aktorce która gra ją w filmach Scooby-Doo i Scooby-Doo 2: Potwory na gigancie).
Wszystkie trzy sezony serialu wyemitowano premierowo w telewizji WB w bloku „Kids’ WB”. Zaraz potem kolejne odcinki emitował Cartoon Network. W sumie wyprodukowano 42 odcinki – 3 serie + 3 odcinki specjalne (każdy zaliczany do jednej z serii) produkowane w latach 2002–2003 (seria pierwsza), 2003–2004 (seria druga), 2004–2005 (seria trzecia). Za pierwszą emisję serialu w Polsce odpowiada Cartoon Network – w wersji z dubbingiem. Stacja rozpoczęła nadawanie w 2003 roku, a skończyła w 2009. W 2007, a potem znowu w 2008, pierwszą i drugą serię wyemitował TVN w wersji z lektorem. Od 18 kwietnia do 7 czerwca 2009 roku w tej samej wersji co Cartoon Network, odcinki emitowane były też w Polsacie i TV4. 22 lutego 2016 roku serial zaczął emisję na Boomerangu.

## Obsada głosowa
- Frank Welker –
  - Scooby Doo,
  - Fred Jones,
  - różne role
- Casey Kasem – Norville „Kudłaty” Rogers
- Mindy Cohn – Velma Dinkley
- Grey DeLisle –
  - Daphne Blake,
  - różne role

## Przegląd sezonów
| Sezon | Sezon | Odcinki | Pierwsza emisja w Stanach Zjednoczonych | Pierwsza emisja w Stanach Zjednoczonych | Premiera w Polsce |
| Sezon | Sezon | Odcinki | Pierwszy odcinek                        | Ostatni odcinek                         | Premiera w Polsce |
| ----- | ----- | ------- | --------------------------------------- | --------------------------------------- | ----------------- |
|       | 1     | 14      | 14 września 2002                        | 22 marca 2003                           | 1 września 2003   |
|       | 2     | 14      | 13 września 2003                        | 27 marca 2004                           | 1 marca 2004      |
|       | 3     | 14      | 29 stycznia 2005                        | 21 lipca 2006                           | 6 maja 2006       |

## Lista odcinków
| Premiera w USA        | Numer odcinka | Numer odcinka | Numer odcinka | Polski tytuł (wersja dubbingowa)Polski tytuł (wersja lektorska) | Angielski tytuł                                   | Potwór                                             |
| Premiera w USA        | kolejny (USA) | kolejny (POL) | w serii       | Polski tytuł (wersja dubbingowa)Polski tytuł (wersja lektorska) | Angielski tytuł                                   | Potwór                                             |
| --------------------- | ------------- | ------------- | ------------- | --------------------------------------------------------------- | ------------------------------------------------- | -------------------------------------------------- |
|                       |               |               |               |                                                                 |                                                   |                                                    |
| SERIA PIERWSZA        |               |               |               |                                                                 |                                                   |                                                    |
|                       |               |               |               |                                                                 |                                                   |                                                    |
| 14.09.2002            | 01            | 01            | 01            | Pora na śnieżnego stworaNie ma jak śnieżny stwór                | There’s No Creature Like Snow Creature            | Śnieżny potwór                                     |
|                       |               |               |               |                                                                 |                                                   |                                                    |
| 21.09.2002            | 02            | 03            | 02            | Trójwymiarowa demolka                                           | 3-D Struction                                     | Straszny Dinozaur                                  |
|                       |               |               |               |                                                                 |                                                   |                                                    |
| 28.09.2002            | 03            | 02            | 03            | Szansa kosmicznego szympansaKosmiczne jaja                      | Space Ape At The Cape                             | Kosmita                                            |
|                       |               |               |               |                                                                 |                                                   |                                                    |
| 05.10.2002            | 04            | 04            | 04            | Stare upiory w Nowym OrleanieStare duchy w Nowym Orleanie       | Big Scare In The Big Easy                         | Duchy Braci Lelandów                               |
|                       |               |               |               |                                                                 |                                                   |                                                    |
| 26.10.2002            | 05            | 05            | 05            | Zielone straszydło, czyli wehikuł widmo                         | It’s Mean, It’s Green, It’s The Mystery Machine   | Żywy „Wehikuł Tajemnic”                            |
|                       |               |               |               |                                                                 |                                                   |                                                    |
| 02.11.2002            | 06            | 06            | 06            | Viva Las VegasWiwat Las Vegas                                   | Riva Ras Vegas                                    | Duch Rufusa Ochrypusa                              |
|                       |               |               |               |                                                                 |                                                   |                                                    |
| 09.11.2002            | 07            | 07            | 07            | Upiór z kolejki górskiejUpiorna kolejka górska                  | Roller Ghoster Ride                               | Upiorny Psuj                                       |
|                       |               |               |               |                                                                 |                                                   |                                                    |
| 23.11.2002            | 08            | 08            | 08            | Niesamowite SafariPyszne Safari                                 | Safari, So Goodi!                                 | Stworzenia-demony                                  |
|                       |               |               |               |                                                                 |                                                   |                                                    |
| 30.11.2002            | 09            | 09            | 09            | Amatorzy morza i zmory z morzaMorskie potwory mają humory       | She Sees Sea Monsters By The Sea Shore            | Potwór Morski – Motoshandu                         |
|                       |               |               |               |                                                                 |                                                   |                                                    |
| 01.02.2003            | 11            | 10            | 11            | Zabawkowe straszydłaBunt w krainie zabawek                      | Toy Scary Boo                                     | Zabawkowe straszydła                               |
|                       |               |               |               |                                                                 |                                                   |                                                    |
| 15.02.2003            | 12            | 11            | 12            | Kamera, akcja, zadymaŚwiatła, kamera, chaos                     | Lights! Camera! Mayhem!                           | Duch na planie filmowym                            |
|                       |               |               |               |                                                                 |                                                   |                                                    |
| 22.02.2003            | 13            | 12            | 13            | Heca w PompejachGladiator z Pompejów                            | Pompeii And Circumstance                          | Gladiator                                          |
|                       |               |               |               |                                                                 |                                                   |                                                    |
| 22.03.2003            | 14            | 13            | 14            | Rekord wbrew naturzeBaseballista                                | The Unnatural                                     | Duch Kińka Kłody-baseballisty                      |
|                       |               |               |               |                                                                 |                                                   |                                                    |
| ODCINEK ŚWIĄTECZNY    |               |               |               |                                                                 |                                                   |                                                    |
|                       |               |               |               |                                                                 |                                                   |                                                    |
| 13.12.2002            | 10            | 14            | 10            | Święta Scooby’egoLodowata Gwiazdka Scooby’ego                   | A Scooby-Doo Christmas                            | Upiorny Bałwan                                     |
|                       |               |               |               |                                                                 |                                                   |                                                    |
| SERIA DRUGA           |               |               |               |                                                                 |                                                   |                                                    |
|                       |               |               |               |                                                                 |                                                   |                                                    |
| 13.09.2003            | 15            | 18            | 01            | Wielkie żarcie w małym TokioWielki apetyt w małym Tokio         | Big Appetite In Little Tokio                      | Potwór Kudłaty                                     |
|                       |               |               |               |                                                                 |                                                   |                                                    |
| 20.09.2003            | 16            | 17            | 02            | Noc żywej mumiiKlątwa mumii                                     | Mummy Scary Best                                  | Mumia                                              |
|                       |               |               |               |                                                                 |                                                   |                                                    |
| 27.09.2003            | 17            | 19            | 03            | Szybki i robaczywySzybcy i robaczywi                            | The Fast And The Wormious                         | Wielki robak                                       |
|                       |               |               |               |                                                                 |                                                   |                                                    |
| 04.10.2003            | 18            | 15            | 04            | Nawiedzony dom przyszłościDom przyszłości                       | High-Tech House Of Horrors                        | Niebezpieczny dom                                  |
|                       |               |               |               |                                                                 |                                                   |                                                    |
| 18.10.2003            | 19            | 21            | 05            | Wampir kontratakuje                                             | The Vampire Strikes Back                          | Dwa wampiry                                        |
|                       |               |               |               |                                                                 |                                                   |                                                    |
| 25.10.2003            | 21            | 20            | 07            | Niesforna sforaPieski, pieski                                   | Homeward Hound                                    | Wielki kot                                         |
|                       |               |               |               |                                                                 |                                                   |                                                    |
| 20.03.2004            | 22            | 27            | 08            | San Franpsychol                                                 | The San Franpsycho                                | San Franpsychol                                    |
|                       |               |               |               |                                                                 |                                                   |                                                    |
| 22.03.2004            | 23            | 25            | 09            | Dyskoteka niewidzialnego człowiekaNiewidzialny szaleniec        | Simple Plan And The Invisible Madman              | Niewidzialny człowiek                              |
|                       |               |               |               |                                                                 |                                                   |                                                    |
| 23.03.2004            | 24            | 24            | 10            | Przepis na katastrofę                                           | Recipe For Disaster                               | Potwór ze Scooby Chrupkowej masy                   |
|                       |               |               |               |                                                                 |                                                   |                                                    |
| 24.03.2004            | 25            | 16            | 11            | Wejście gotyckiego smokaWalka z gotyckim smokiem                | Large Dragon At Large                             | Straszny Smok                                      |
|                       |               |               |               |                                                                 |                                                   |                                                    |
| 25.03.2004            | 26            | 26            | 12            | Wujcio Scooby i operacja PingwinWujek Scooby na Antarktydzie    | Uncle Scooby And The Antarctica                   | Arktyczny demon                                    |
|                       |               |               |               |                                                                 |                                                   |                                                    |
| 26.03.2004            | 27            | 23            | 13            | Stary koszmar w Nowym MeksykuNowy Meksyk, stary potwór          | New Mexico, Old Monster                           | Upiorny ptak                                       |
|                       |               |               |               |                                                                 |                                                   |                                                    |
| 27.03.2004            | 28            | 22            | 14            | Nie udawaj GrekaJak na greckim kazaniu                          | It’s All Greek To Scooby                          | Centaur                                            |
|                       |               |               |               |                                                                 |                                                   |                                                    |
| ODCINEK HALLOWEENOWY  |               |               |               |                                                                 |                                                   |                                                    |
|                       |               |               |               |                                                                 |                                                   |                                                    |
| 24.10.2003            | 20            | 28            | 06            | Halloween Scooby’ego                                            | A Scooby-Doo Halloween                            | Strachy na wróble i Duch Henka Banninga            |
|                       |               |               |               |                                                                 |                                                   |                                                    |
| SERIA TRZECIA         |               |               |               |                                                                 |                                                   |                                                    |
|                       |               |               |               |                                                                 |                                                   |                                                    |
| 29.01.2005            | 29            | 29            | 01            | Upiorna klika latarnika                                         | Fright House Of A Lighthouse                      | Upiorny Latarnik i upiory z widma statku „Śmiałek” |
|                       |               |               |               |                                                                 |                                                   |                                                    |
| 05.02.2005            | 30            | 30            | 02            | Scooby na Dzikim Zachodzie                                      | Go West, Young Scoob                              | Kowbojskie roboty                                  |
|                       |               |               |               |                                                                 |                                                   |                                                    |
| 12.02.2005            | 32            | 31            | 04            | Maniacy zapasów                                                 | Wrestle Maniacs                                   | Tytaniczny Twist                                   |
|                       |               |               |               |                                                                 |                                                   |                                                    |
| 19.02.2005            | 33            | 32            | 05            | Postrach Paryża                                                 | Ready To Scare                                    | Upiorny Gargulec                                   |
|                       |               |               |               |                                                                 |                                                   |                                                    |
| 26.02.2005            | 34            | 33            | 06            | Demoniczna farma                                                | Farmed And Dangerous                              | Kosiarz demon                                      |
|                       |               |               |               |                                                                 |                                                   |                                                    |
| 05.03.2005            | 35            | 34            | 07            | Brylanty przyjacielem demona                                    | Diamonds Are A Ghoul's Best Friend                | Lodowy hokeista                                    |
|                       |               |               |               |                                                                 |                                                   |                                                    |
| 12.03.2005            | 36            | 35            | 08            | Partyjka z upiornym klaunem                                     | A Terrifying Round With A Menacing Metallic Clown | Wielki Klaun                                       |
|                       |               |               |               |                                                                 |                                                   |                                                    |
| 19.03.2005            | 37            | 36            | 09            | Toksyczna trzynastka                                            | Camp Comeoniwannascareya                          | Toksyczny Świr                                     |
|                       |               |               |               |                                                                 |                                                   |                                                    |
| 26.03.2005            | 38            | 41            | 10            | Hongkong, strachu krąg i ciąg mąk                               | Block-Long Hongkong Terror                        | Smok chiński                                       |
|                       |               |               |               |                                                                 |                                                   |                                                    |
| 02.04.2005            | 39            | 38            | 11            | Potwory na start                                                | Gentleman, Start Your Monsters!                   | Upiorny rajdowiec i wyścigówka szkielet            |
|                       |               |               |               |                                                                 |                                                   |                                                    |
| 09.04.2005            | 40            | 37            | 12            | Złota Łapa                                                      | Gold Paw                                          | Złote Widmo                                        |
|                       |               |               |               |                                                                 |                                                   |                                                    |
| 16.04.2005            | 41            | 39            | 13            | Rafa na rafie!                                                  | Reef Grief!                                       | Potwór z koralowca                                 |
|                       |               |               |               |                                                                 |                                                   |                                                    |
| 21.02.2006 21.07.2006 | 42            | 40            | 14            | Elektro-strach                                                  | E-Scream                                          | Stworki Osomony                                    |
|                       |               |               |               |                                                                 |                                                   |                                                    |
| ODCINEK WALENTYNKOWY  |               |               |               |                                                                 |                                                   |                                                    |
|                       |               |               |               |                                                                 |                                                   |                                                    |
| 11.02.2005            | 31            | 42            | 03            | Walentynki Scooby’ego                                           | A Scooby-Doo Valentine                            | Upiorne klony całej piątki                         |
|                       |               |               |               |                                                                 |                                                   |                                                    |

## DVD
W większości krajów świata (również w Polsce), pod dystrybucją Warner Home Video, wydano 10 pyt DVD z odcinkami serialu oraz box-set z całą dziesiątką zapakowany w zabawce Tajemniczej Maszyny (5 grudnia 2008).
- 1 część: Szansa kosmicznego szympansa – odc. 1, 2, 3, 4 – 14 maja 2004 roku,
- 2 część: Niesamowite Safari! – odc. 5, 7, 8, 6 – 14 maja 2004 roku,
- 3 część: Światła! Kamera! Zamęt! – odc. 9, 10, 11, 12 – 23 września 2005 roku,
- 4 część: Noc Żywej Mumii! – odc. 13, 18, 17, 19 – 23 września 2005 roku,
- 5 część: Niesforna sfora – odc. 15, 21, 20, 27, 25 – 18 listopada 2005 roku,
- 6 część: Przepis na katastrofę – odc. 24, 16, 26, 23, 22 – 18 listopada 2005 roku,
- 7 część: Wyspa duchów – odc. 31, 34, 32, 42 – 10 maja 2006 roku,
- 8 część: Cyber-strachy – odc. 40, 37, 41, 39 – 10 maja 2006 roku,
- 9 część: Upiorna klika latarnika – odc. 30, 36, 33, 29 – 23 stycznia 2007 roku,
- 10 część: Wyścig czas zacząć – odc. 38, 28, 14, 35 – 23 stycznia 2007 roku.
- 12 sierpnia 2011 wydano DVD Scooby-Doo i roboty z odcinkami: 30 i 38.
- 12 sierpnia 2011 wydano DVD Scooby-Doo i duchy z odcinkami: 4 i 12.
- 19 września 2011 wydano DVD Scooby-Doo i strachy z odcinkami: 12, 27 i 29.
- 18 listopada 2011 wydano DVD Scooby-Doo i cyrkowe zmory z odcinkiem 35.
- 18 listopada 2011 wydano DVD Scooby-Doo i zimowe stwory z odcinkami: 1 i 14.
- 20 stycznia 2012 wydano DVD Scooby-Doo i morskie potwory z odcinkami: 9, 26 i 39.
- 8 czerwca 2012 wydano DVD Scooby-Doo! Wehikuł Tajemnic z odcinkiem 5.
- 6 lipca 2012 wydano DVD Scooby-Doo i potworne safari z odcinkami: 8, 20 i 23.
- 17 maja 2013 wydano DVD Scooby-Doo! i upiorny lunapark z odcinkiem 15.
- 13 września 2013 wydano DVD Scooby-Doo i wampiry z odcinkiem 21.
- 26 września 2014 wydano DVD Scooby-Doo! 13 strasznych opowieści: Wszystkożercy z odcinkami: 18 i 24.
- 7 sierpnia 2015 wydano DVD Scooby-Doo! 13 strasznych opowieści: Na fali z odcinkiem 9.